# Harry Fisher (Gewerkschafter)

Harry Fisher im spanischen Bürgerkrieg

Harry Fisher (* 12. März 1911 in New York City; † 22. März 2003 ebenda) war ein US-amerikanischer Gewerkschafter, Friedensaktivist und Interbrigadist im spanischen Bürgerkrieg in der Abraham-Lincoln-Brigade.

## Leben
Harry Fisher wurde am 12. März 1911 in New York geboren. Nachdem sein Vater 28-jährig an Tuberkulose gestorben war, brachte die Witwe den jungen Harry für einige Zeit in ein Waisenhaus, während sie in der Textilindustrie arbeitete, um ihre beiden kleineren Kinder ernähren zu können.
Fisher war als Jugendlicher Büroangestellter bei den Henry Rose Stores, Sears Roebucks Geschäft für Damenbekleidung. Er wurde Mitglied der Jugendorganisation der CPUSA, der Young Communists League und des Ortsverbandes Local 1250 der Gewerkschaft der Kaufhausangestellten. Fisher nahm an Streiks und politischen Demonstrationen teil.
Anfang 1937 verließ er New York, um sich in Spanien den internationalen Brigaden anzuschließen. Er diente in Spanien von März 1937 bis September 1938. Er nahm an den meisten großen Kampagnen der Brigaden im Krieg teil: er kämpfte an der Jaramafront (April bis Juni 1937), der Bruneteoffensive (Juli/August 1937), im September 1937 nahm er Belchite mit ein. Im nächsten Jahr war er bei der Terueloffensive (Winter 1938) und der Schlacht vom Ebro (Juli bis September 1938) dabei.
In Brunete war er der Nachrichtenübermittler des neuen Kommandeurs der Abraham Lincoln Brigade, Oliver Law, dem ersten Afro-Amerikaner, der je weiße Amerikaner im Kampf führte. Harry Fisher sah, wie Law von feindlichen Kugeln tödlich getroffen wurde als er einen Angriff anführte: „He was the first man over the top. He was in the furthest position when he was hit by a Fascist bullet in the chest.“
Er kehrte im September 1938 in die Vereinigten Staaten zurück und heiratete 1939 Ruth Goldstein, eine Gewerkschaftsaktivistin und Geschäftsführerin seines Gewerkschaftsverbandes Local 1250. Sie hatten zwei Kinder. Im Zweiten Weltkrieg diente Fisher als Bordschütze eines B-26 Bombers. Nach dem Krieg arbeitete Fisher über 50 Jahre lang in der Abteilung Kommunikation der sowjetischen Nachrichtenagentur TASS in New York.
1998 veröffentlichte er seine Autobiographie Comrades, die von seinen Erfahrungen in Spanien berichtete. Er hat bis ins hohe Alter an Bürgerrechtsdemonstrationen und Antikriegsdemonstrationen teilgenommen. Auf der New Yorker Großdemonstration am 22. März 2003 gegen den Dritten Golfkrieg, erlitt er einen Herzinfarkt und verstarb kurz darauf im St. Vincents Krankenhaus. Er wurde 92 Jahre alt.

## Film
- Geschichtswerkstatt Oberhausen e.V.: „Spaniens Himmel über Amerika – Begegnungen mit Harry Fisher und seinen Comrades in New York“, DVD, 45 min, 2004.